# カルメン・ヘレラ
カルメン・ヘレラ（エレーラなどとも、Carmen Herrera, 1915年5月30日 - 2022年2月12日）は、キューバ出身の芸術家。1940年代から制作を続け、89歳で初めて作品を販売し、2020年現在はニューヨーク近代美術館（MOMA）をはじめ数多くの美術館に所蔵されている。

## 略歴
1915年5月30日、キューバのハバナに生まれる。両親ともにジャーナリストで、母親は記者・コラムニスト、父親は新聞「エル・ムンド」の創刊者でもあった。両親は政治活動に熱心でヘラルド・マチャド政権を批判し、親族には反政府活動で投獄された者もいた。ヘレラは当時を振り返って過酷な時代だったと語る。
モンテッソーリ教育を受けたのちに、1929年にパリの大学院に留学する。美術と建築を学ぶためにキューバに帰国するが、政治闘争によって大学はほとんど閉鎖されていた。1930年代は女性が建築を学ぶ機会が少なく、ヘレラは女性が家庭の外で働くスタイルを確立しようとした。建築の学位を取得後に、アメリカから来た英語教師のジェシー・ローウェンタールと出会い、1939年に結婚した。
結婚後、ヘレラとジェシーはニューヨークへ移住し、1942年から1943年にアート・スチューデンツ・リーグ・オブ・ニューヨークで学んだ。ヘレラはニューヨークで美術活動を始めるが、当地の美術環境に失望した。作品は評価されず、当時はジョージア・オキーフに希望を見出していた。1948年にパリに移住し、サロン・デ・レアリテ・ヌーベルに入会したことがきっかけでヘレラの作風は確立されてゆく。ヘレラはレアリテ・ヌーベルでピート・モンドリアン、カジミール・マレーヴィチ、テオ・ファン・ドゥースブルフ、ゾフィー・トイバー＝アルプらの作品に接し、影響を受けた。
ヘレラにとって、1940年代のフランスは同時代のアメリカよりも進歩的だった。ヘレラとジェシーはモンパルナスの左岸で生活し、ジャン・ジュネと交流し、サミュエル・ベケットの戯曲『ゴドーを待ちながら』の初演（1953年）を体験した。また、パリの画廊に作品を出展した。
ヘレラとジェシーは1950年代にニューヨークへ戻り、ヘレラの作品はさらにミニマルへ変化していった。制作を続けたが作品は反応を得られず、ある前衛芸術のギャラリーでは、女性であることを理由に展覧会を断られた。ヘレラはこの時に初めて差別とは何かを感じたという。当時、ヘレラの作風である幾何学的な抽象画は男性作家に求められており、女性芸術家にとって閉鎖的だった。また、ラテン系であることもマイナスとなった。ヘレラが画廊、コレクター、美術館のシステムに関心がなかった点も成功の妨げとなった。
1998年にヘレラの作品が初めてメディアに紹介された。それはイーストハーレムのラテンアメリカ美術専門画廊の展覧会のレビューで、モノクロームのヘレラの作品が2ダース展示されていた。ヘレラの作品について書いたのは美術評論家のホランド・コッターだった。ヘレラが最初に絵画を販売したのは2004年、89歳の時で、コッターが再びヘレラについて書いた。2005年にはマイアミのアート・セントラルで個展、2009年にはバーミンガムのイコン・ギャラリーで初のヨーロッパ個展を開き、「オブザーバー」の美術評論家ローラ・カミングは素晴らしい作品と評した。その後も2016年にはホイットニー美術館で1948年から1978年の作品を集めた「Lines of Sight」、2020年にヒューストン美術館で個展「Structuring Surfaces」が開かれた 。
ジェシーはヘレラが最初の個展を開いた1年後の2000年に死去した。ヘレラはジェシーについて、「忍耐強く、協力的で、励ましてくれた」と語り、デスクには彼の写真を置いている。

## 作品
ヘレラは幾何学的な抽象画のスタイルを洗練させた。楕円形、三角形、長方形、半円などを組み合わせ、色を2色から3色に絞ったスタイルは、ミニマル・アートを先取りしたものだった。ヘレラの代表的なシリーズの1つである『白と緑（Blanco y Verde）』（1959年-1971年）では、白と緑の2色だけを用いて、三角形がさまざまな角度で出会っており、直線への関心が示されている。
ヘレラは国籍、性別、性別などによるラベリングを拒否し、自分はただの芸術家であると考えている。2020年現在、ヘレラの作品を所蔵する美術館にはMOMA、カイザースラウテルン美術館、テート・ギャラリー、ホイットニー美術館、ハーシュホーン美術館、スミソニアン・アメリカ美術館などがある。
ヘレラは約50年間、ニューヨークの同じロフトで制作を続けている。テーブルには赤、黄、青、黒、緑のペンがあり、グラフ用紙に幾何学模様をスケッチし、切り取ったり動かしたりしている。過去70年間は直線のバリエーションの構想を続けている。スケッチは数週間検討し、気に入ったものを大きな作品として制作する。

## 映画
2015年にヘレラのドキュメンタリー映画『100歳の現役アーティスト』が公開された。監督は『アイ・ウェイウェイは謝らない』などでも知られるアリソン・クレイマンである。